# Andamáni sámarigó
Az andamáni sámarigó (Copsychus albiventris) a madarak osztályának a verébalakúak (Passeriformes) rendjéhez és a légykapófélék (Muscicapidae) családjához tartozó faj.

## Rendszerezése
A fajt Edward Blyth angol ornitológus írta le 1859-ben, a Kittacincla nembe Kittacincla albiventris néven. Egyes szervezetek jelenleg is ide sorolják.

## Előfordulása
Indiához tartozó Andamán-szigetek területén honos. Természetes élőhelyei a szubtrópusi vagy trópusi síkvidéki esőerdők, mangroveerdők és cserjések, valamint ültetvények és vidéki kertek. Állandó, nem vonuló faj.

## Megjelenése
Testhossza 25 centiméter, hosszú farkát is beleszámítva.

## Életmódja
Rovarokkal és más gerinctelenekkel táplálkozik.

## Természetvédelmi helyzete
Az elterjedési területe eléggé kicsi, egyedszáma viszont stabil. A Természetvédelmi Világszövetség Vörös listáján nem fenyegetett fajként szerepel.